# Илинден Спасе
Илинден Спасе је писац, син познатог албанског писца македонског порекла Стерја Спаса. 
Илинден Спасе је рођен 1934. годину у селу Глобочани у Албанији. Основно образовање је завршио у родном месту, а дипломирао је филологију на Универзитету у Тирани. Радио је на Институту за филологију и образовање у Тирани. 
Илинден Спасе пише на албанском и македонском језику. Друштво писаца Македоније га је прогласило за свог почасног члана.